# 京都府専修学校一覧
京都府専修学校一覧（きょうとふせんしゅうがっこういちらん）は、京都府の専修学校の一覧である。

## 公立専修学校

### 京都市

#### 左京区
- 京都府立視力障害者福祉センター

### 福知山市
- 福知山市立福知山市民病院附属看護学校

### 南丹市
- 京都中部総合医療センター看護専門学校

### 与謝郡
- 京都府立看護学校

## 私立専修学校

### 京都市

#### 北区
- 京都バレエ専門学校
- 京都日本画専門学校（休校中）

#### 上京区
- 佛立教育専門学校
- 裏千家学園茶道専門学校
- 駿台予備学校京都校
- 京都第二赤十字看護専門学校

- 京都保健衛生専門学校
- 京都美容専門学校
- 京都建築専門学校

#### 中京区
- 京都YMCA国際福祉専門学校
- 京都理容美容専修学校
- 近畿高等看護専門学校
- 京都歯科医療技術専門学校

- 京都医健専門学校
- 京都コンピュータ技術専門学校
- 京都ホテル観光ブライダル専門学校

#### 下京区
- 池坊文化学院（休校中）
- 京都仏眼医療専門学校
- YIC京都ビューティ専門学校
- YIC京都工科自動車大学校

- 大原簿記法律専門学校京都校
- 大原スポーツ&メディカル専門学校京都校
- 京都公務員&IT会計専門学校
- YIC京都ペット総合専門学校

#### 南区
- アミューズ美容専門学校
- 京都中央看護保健専門学校
- 京都コンピュータ学院京都駅前校
- 京都自動車専門学校

#### 左京区
- 京都川上服飾専門学校
- 京都外国語専門学校
- 日本バプテスト看護専門学校

- 京都コンピュータ学院洛北校
- 京都コンピュータ学院鴨川校
- 京都芸術デザイン専門学校

#### 東山区
- 京都第一赤十字看護専門学校
- 京都仏眼鍼灸理療専門学校

#### 山科区
- ニット・ファッション専門学校
- 有樹和裁専修学校
- 洛和会京都看護学校
- 京都府医師会看護専門学校

#### 右京区
- 嵯峨華道専門学校（休校中）
- 京都栄養医療専門学校
- 京都調理師専門学校
- 京都製菓製パン技術専門学校

#### 西京区
- 京都保育福祉専門学院
- 京都桂看護専門学校

#### 伏見区
- 京都医療福祉専門学校
- 京都府看護専修学校
- 京都医療センター附属京都看護助産学校
- 京都ピアノ技術専門学校
- 京都動物専門学校

### 福知山市
- 福知山女子専門学校
- 福知山医師会看護高等専修学校

### 舞鶴市
- 舞鶴医療センター附属看護学校

### 宇治市
- 京都福祉専門学校

### 南丹市
- 京都建築大学校
- 京都伝統工芸大学校

### 久世郡
- 専門学校日産京都自動車大学校